# Johann Christian Pfennig

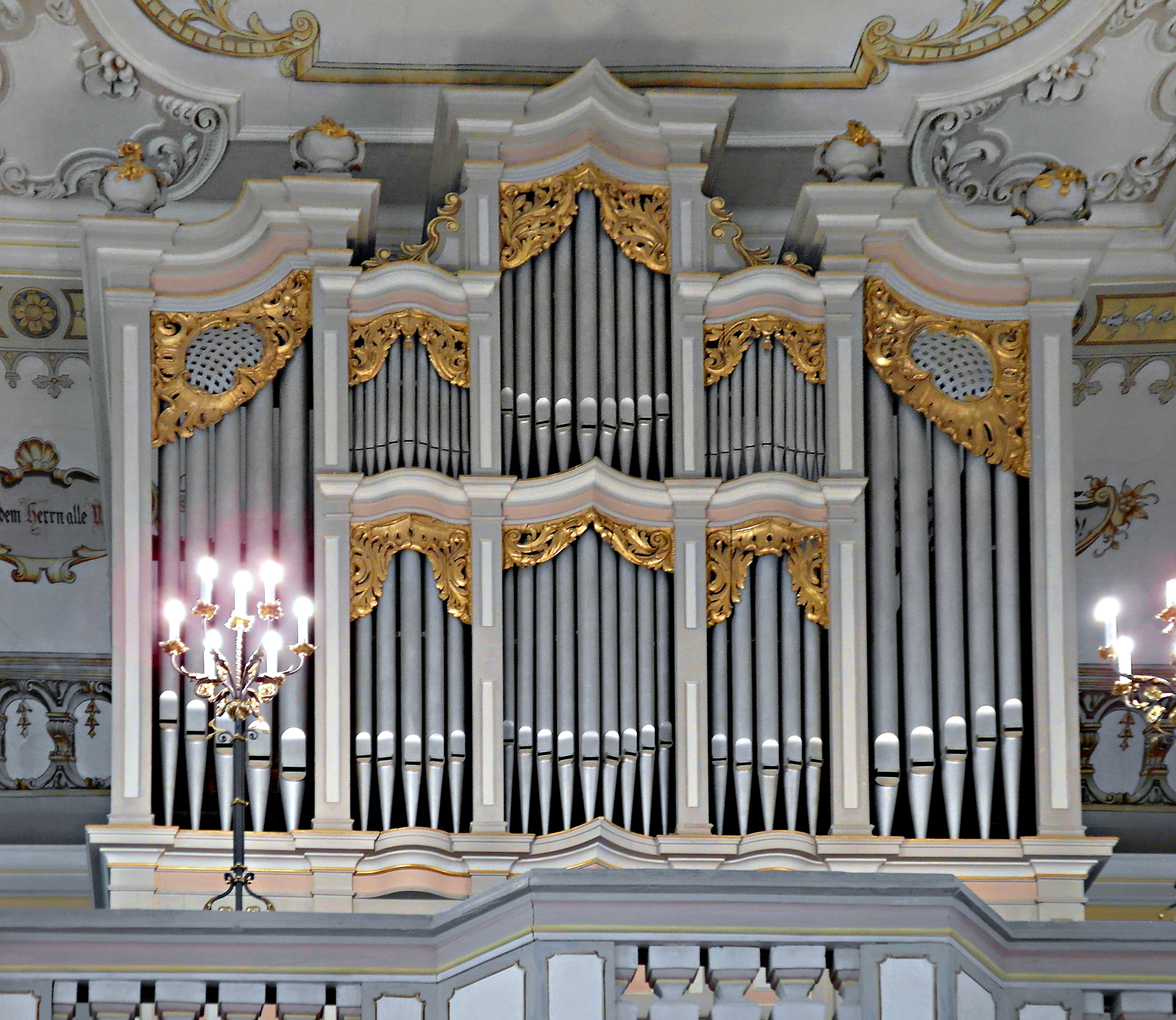
Orgelprospekt in Stolpen

Johann Christian Pfennig (* 25. August 1706 in Kröbeln, Kurfürstentum Sachsen; † 16. März 1787 ebenda) war ein deutscher Orgelbauer in Kröbeln.

## Leben
Er war wahrscheinlich ein Bruder oder Sohn von Johann Christoph Pfennig († nach 1743/1761), der Orgelbauer und Organist in Wahrenbrück, Sonnewalde und Calau war.
Johann Christian Pfennig arbeitete wohl eine Zeit lang bei Johann Ernst Hähnel in Meißen, da die Orgel in Skassa große Ähnlichkeit mit dessen Bauten zeigt. Ab etwa 1741 war er als Orgelbauer in Kröbeln tätig, wo er auch Cembali und Klaviere baute.
Über den Sohn Christian Gottlieb Pfennig (* 12. März 1736) gibt es keine weiteren Nachrichten. Dieser ist wahrscheinlich zu unterscheiden von Johann Gottlieb Pfennig (1722–1788), dem Sohn von Johann Christoph Pfennig, der Orgelbauer und Organist in Calau und Spremberg war.

## Werke (Auswahl)
Von Johann Christian Pfennig sind sechs Orgelneubauten im damaligen nördlichen Sachsen bekannt, dazu drei Reparaturen und ein Reparaturangebot. Erhalten sind die Orgel in Skassa und der Prospekt in Stolpen. Es ist möglich, dass Neubauten oder Reparaturen, die heute Johann Christoph Pfennig oder Johann Gottlieb Pfennig zugeordnet werden, von Johann Christian Pfennig durchgeführt wurden.
Orgelneubauten
| Jahr                 | Ort                    | Gebäude     | Bild | Manuale | Register | Bemerkungen                                               |
| -------------------- | ---------------------- | ----------- | ---- | ------- | -------- | --------------------------------------------------------- |
| 1756                 | Stolpen                | Stadtkirche |      | II/P    | 20       | Prospekt erhalten, darin 1898 neues Werk von Hermann Eule |
| 1758                 | Skassa                 | Dorfkirche  |      | I/P     | 9        | erhalten                                                  |
| 1768 (oder um 1735?) | Kröbeln                | Dorfkirche  |      |         |          | nicht erhalten                                            |
| 1770                 | Sorno bei Finsterwalde | Dorfkirche  |      | I/P     | 11       | nicht erhalten                                            |
| um 1780              | Würdenhain             | Dorfkirche  |      |         |          | nicht erhalten                                            |
| ?                    | Dreska                 | Dorfkirche  |      | I/P     | 7        | nicht erhalten                                            |

Weitere Arbeiten
| Jahr     | Ort                  | Gebäude            | Bild | Manuale | Register | Bemerkungen                                                    |
| -------- | -------------------- | ------------------ | ---- | ------- | -------- | -------------------------------------------------------------- |
| 1743     | Zabeltitz            | St.-Georgen-Kirche |      |         |          | Reparaturen                                                    |
| 1762     | Forst, Lausitz       | St. Nikolai        |      | II/P    | 20       | Reparaturen, oder möglicherweise von Johann Gottlieb Pfennig ? |
| 1762     | Guben, Niederlausitz | Stadtkirche        |      |         |          | Reparaturen                                                    |
| vor 1775 | Friedersdorf         | Dorfkirche         |      |         |          | Reparatur-Angebot                                              |